# Mikerinovo Trojstvo
Mikerinovo Trojstvo se smatra za jedno od najznačajnijih figuralnih prikaza iz staroegipatske IV. dinastije, a datiraju se u sredinu 3. tisućljećja pr. Kr.
Najpoznatija je ona koju je 1909. godine iskopala ekspedicija Harvardskog sveučilišta i Bostonskog muzeja umjetnosti. Čine ga tri figure, i to faraon Menkaura (grč. Μυκερινος, Mikerinos) okružen s obje strane božicama Hator (s rogovima i sunčevim diskom na glavi) i božicom Anput iz Cynopolisa, koja nosi svoj šakalski znak. Do sada su pronađene četiri cjeloviti spomenici Mikerinova Trojstva i jedan veliki fragment, ali se pretpostavlja da ih je bilo ukupno 42, po jedan za svaku egipatsku prefekturu (Nome) jer pored faraona i Hator je stajala druga božica koja predstavlja svoju pokrajinu.
- Drugo Mikerinovo Trojstvo iz Egipatskog muzeja u Kairu.
- Treće Mikerinovo Trojstvo iz Egipatskog muzeja u Kairu.
- Mikerinovo Trojstvo u muzeju u Bostonu.
- Mikerinovo Trojstvo (fragment) u muzeju u Bostonu.

Ove stele napravljene su od različitih materijala, različitih tvrdoća i tekstura i boja. Zajedničke odlike su im da su izvedene u duhu staroegipatske umjetnosti i »egipatskog kanona«. Tako se hijerarhija očituje u krutosti likova i snažnoj ravnoj liniji ramena i kukova. Popratne figure drže Mikerina privrženo za ruku, dopuštajući mu nježno da dominira skupinom dok istupa jednom nogom naprijed. Skupina je isklesana u visokom reljefu tako da se gleda isključivo frontalno (zakon frontalnosti). Egipatski kanon se očituje u skladnim proporcijama gdje visina iznosi točno 16 šaka: dvije za glavu, deset od ramena do koljena i preostalih četiri za noge i stopala.
Faraonova odjeća je vrlo jednostavna, a okrunjen je samo bijelom krunom (Donjeg Egipta), lažnom bradom i jednostavanom suknjom poput kilta. Druge dvije figure nose uske, gotovo prozirne, haljine. Začuđuje savršenstvo, profinjenost i detaljnost obrade lica, što sugerira da bi trebali imati veliku sličnost sa stvarnošću, jer su u ovom razdoblju četvrte dinastije pogrebni obredi zahtijevali zastupljenost što vjernijih fizičkih značajki. Dakle, ovdje je riječ o tipičnoj kombinaciji velikog realizma detalja i plastičke idealizacije, koja se očituje u formalnoj krutosti, što se može pronaći i na skulpturi sjedećeg Kefrena, iz istog razdoblja. Kefren je bio Mikerinov otac i prethodnik.

## Vanjske poveznice
- Greywacke triad of Menkaure, Hathor, and deified Diospolis Parva nome[neaktivna poveznica], gizapyramids.org